# Bojan Zulfikarpašić

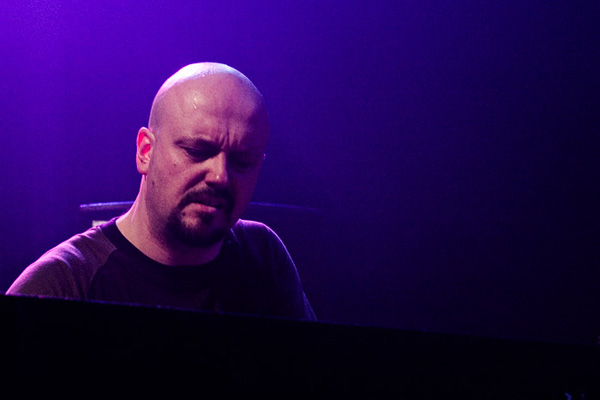
Bojan Z im Jahr 2006 beim Moers Festival

Bojan Zulfikarpašić (serbisch-kyrillisch Бојан Зулфикарпашић; * 2. Februar 1968 in Belgrad) ist ein serbischer Jazzpianist, der seit seinem ersten Jazz-Quartet 1993 als Bojan Z auftritt. Er lebt und arbeitet bereits seit 1988 in Paris.

## Leben & Wirken
Im Alter von fünf Jahren begann Bojan mit dem Klavierspielen. 1986 bekam er ein Stipendium und studierte drei Monate lang mit Clare Fischer im Blue Lake Fine Arts Camp in Michigan (USA). 1988 wechselte er nach dem Militärdienst vom jugoslawischen Armeeorchester nach Paris, wo er sich in kurzer Zeit einen Namen in der französischen Jazz-Szene machte. Er spielte mit Noël Akchoté, Julien Lourau, Magic Malik, im Marc Buronfosse Quartett und im Azur Quartet mit Henri Texier sowie mit Michel Portal.
1993 kreierte er sein erstes eigenes Projekt, das Bojan Z Quartet, zusammen mit dem Schlagzeuger François Merville, dem Saxophonisten Julien Lourau und dem Bassisten Marc Buronfosse.
1995 nahm er sein erstes Soloalbum beim Amiens Jazz Festival auf (Quartet). 1999 startete er das Weltmusik-Projekt Koreni mit Vlatko Stefanovski, Predrag Revisin und Vojin Draskoci. 2000 spielte er das Soloalbum Solobsession ein; in Triobesetzung mit Scott Colley und Nasheet Waits nahm er 2003 das Album Transpacific auf.
Der seit 1988 in Paris lebende Musiker wurde mit diversen renommierten französischen Preisen ausgezeichnet, etwa dem Orden der Künste und der Literatur durch die französische Regierung und dem Prix Django Reinhardt der französischen Académie du Jazz im Jahr 2002.
In den Jahren 2017 und 2018 war er zudem in den Bands von Nenad Vasilić und Debora Seffer tätig.
2020 nimmt er mit Nils Wogram, Bruno Chevillon und Lander Gyselinck bei den Aufnahmen des Albums MP 85 von Michel Portal zu dessen 85. Geburtstag und anschließender Tournee teil.
Zum 40. Festival 2021 spielt Bojan Z beim Festival Jazz sous les Pommiers in Coutances/Normandie beim „Concert des résidents“. Das heißt, zehn aktuell anwesende und ehemalige „Artists in Residence“ komponieren sowie spielen zusammen ein Konzert auf der Bühne. Die Schlagzeugerin Anne Paceo während eines Interviews: „Als ich ein Teenager war, war ich ein Fan von Bojan Z, ich habe ihn ununterbrochen angehört. Ich spielte seine Stücke, ich war Mega-Fan und heute befinde ich mich mit ihm auf der gleichen Bühne, sozusagen auf Augenhöhe, weil wir beide ehemalige Artists in Residence sind. Der Teenager, der ich damals war, hätte sich das nie und nimmer träumen lassen!“
Im Juni 2023 veröffentlicht Bojan Z ein weiteres Soloalbum mit dem einfachen Titel As Is, auf dem er Kompositionen von Wayne Shorter, Charles Mingus, Jimmy Rowles, Clare Fischer u. a. interpretiert. Aufgenommen wurde bereits am 17. Oktober 2021 im Tonstudio des französischen Labels Paradis Improvisé in Marseille. Er selbst steuert zu den neun Stücken des Klavieralbums vier eigene Kompositionen bei.

## Preise und Auszeichnungen
- 1989: Bester Jazzmusiker in Jugoslawien[5]
- 2002: Django-Reinhardt-Preis, verliehen von der Französischen Académie du Jazz
- 2005: Hans-Koller-Preis als bester europäischer Jazzkünstler (European Jazz Prize)
- 2007: Preis für Xenophonia als „bestes Album des Jahres“ bei Les Victoires du Jazz
- 2012: „Musiker des Jahres“ bei Les Victoires du Jazz in Frankreich
- 2017: Großer Jazzpreis der Sacem (Société des Auteurs, Compositeurs et Éditeurs de Musique)

## Diskografie

### Als Bandleader
- 1993: Bojan Z quartet (Label Bleu)
- 1995: Yopla! (Label Bleu)
- 1999: Koreni (Label Bleu)
- 2000: Solobsession (Label Bleu)
- 2003: Transpacifik (Label Bleu)
- 2006: Xenophonia (Label Bleu)
- 2009: Humus (EmArcy)
- 2009: Live, Bozilo (Bojan Z, Karim Ziad, Julien Lourau, JMS)
- 2012: Soul Shelter (EmArcy)
- 2013: Tsscht (Architekt of Sound) Live-Album, aufgenommen am 20. und 22. Juni 2011 in der Fazioli Concert Hall in Sacile, Italien
- 2014: Duo, Bojan Z & Julien Lourau (2Birdsistone)
- 2016: Housewarming, Bojan Z & Nils Wogram (nwog records)
- 2023: As Is (Paradis Improvisé)

### Als Gastmusiker
Mit Henri Texier
- 1993: « Azur quartet », An Indian's Week (Label Bleu)
- 1995: « Sonjal septet », Mad Nomad(s) (Label Bleu)
- 1998: « Azur quintett », Mosaïc Man (Label Bleu)
- 2002: « Azur quintett », String Spirit (Label Bleu)
- 2016 : 30 ans: Concert Anniversaire À La Maison De La Culture D'Amiens (Label Bleu)

Mit Michel Portal
- 1997: Dockings (Label Bleu)
- 2010: Baïlador, (Universal)
- 2020: MP 85 (Label Bleu)

Mit Nguyên Lê
- 1997: Maghreb-Freunde (ACT)
- 2002: Purple-celebrating Jimi Hendrix (ACT)

Mit Karim Ziad
- 2000: Ifrikya (ACT)
- 2013: Jdid (JMS)

Mit Julien Lourau
- 2001: The Rise (Label Bleu)
- 2005: Fire & Forget (Label Bleu)

Mit verschiedenen französischen und internationalen Künstlern
- 1987: Oktobar 1864 (Jugodisk)
- 1988: Jacques Bolognesi Big Band, Caravanserail (OMD)
- 1992: Vincent Courtois, Turkish Blend (Al Sur)
- 1992: Annette Lowman, Movies Memories (Le Chant Du Monde)
- 1993: Sylvain Beuf Quartett, Impro Primo (Big Blue Records)
- 1994: Sarajevo Suite (Deux Z/L'empreinte digitale)
- 1996: Khaled Sahra (Barclay)
- 1997: Simon Spang-Hanssen, Instant Blue (Storyville)
- 1999: Angelo Debarre, Caprice (Hot Club Records)
- 2000: Magic Malik Orchestra, 69 96 (Label Bleu)
- 2000: Claude Barthélemy, Sereine (Label Bleu)
- 2004: Marimanga Trio (Gramophon)
- 2006: Nicolas Genest Lekere (Gramofon)
- 2007: Malouma, Nour (Marabi Productions)
- 2010: Amira Medunjanin, Amulette (World Village)
- 2010: Matt Darriau Paradox Trio With Bojan Z. (Felmay)
- 2012: Stéphane Kerecki Trio, Sound Architects (Out Note Records)
- 2012: Romano Sclavis Texier, 3+3 (Label Bleu)
- 2013: Krzysztof Kobyliński And Friends, The Moon – Live From Jazovia (Fundacja Integracji Kultury)
- 2015: Vasil Hadžimanov, 25 Godina Rada (WMAS Records/Ring Ring)
- 2016: Nenad Vasilić Trio, Wet Paint (Galileo)
- 2016: Fish In Oil, 3 Ključa (Metropolis Records)
- 2016: Noël Balen, Mingus Erectus (Le Castor Astral)
- 2016: Dejan Terzić Axiom, Prometheus (CAM)
- 2017: Debora Seffer, Au Croisement Des Chemins (ACEL)
- 2018: Nenad Vasilić, Live im Theater Akzent (Metropolis Jazz)
- 2019: Ragini Trio, Peace The New Jazz (W.E.R.F.)
- 2020: Gary Brunton/Simon Goubert/Bojan Z: Night Bus (Juste Une Trace)